# Pencak silat tại Đại hội Thể thao Đông Nam Á 2009
Pencak silat tại Đại hội Thể thao Đông Nam Á năm 2009 diễn ra từ ngày 12 đến 17 tháng 12 năm 2009 tại Hall 3, Lao International Trade Exhibition and Convention Center, thủ đô Viêng Chăn, Lào.
Các nội dung thi đấu được chia thành hai nhóm chính: phần biểu diễn (Art/Seni) gồm đơn nam, đơn nữ, đôi và đôi đồng đội; và phần đối kháng (Tarung) theo các hạng cân Class A đến Class I cho nam và Class A đến Class E cho nữ, tương ứng khoảng cân từ 45 kg đến gần 90 kg cho nam và 45–70 kg cho nữ.

## Bảng huy chương
| Hạng               | Đoàn               | Vàng | Bạc | Đồng | Tổng số |
| ------------------ | ------------------ | ---- | --- | ---- | ------- |
| 1                  | Việt Nam (VIE)     | 6    | 4   | 1    | 11      |
| 2                  | Malaysia (MAS)     | 4    | 0   | 6    | 10      |
| 3                  | Thái Lan (THA)     | 2    | 4   | 4    | 10      |
| 4                  | Indonesia (INA)    | 2    | 3   | 3    | 8       |
| 5                  | Singapore (SIN)    | 1    | 2   | 5    | 8       |
| 6                  | Lào (LAO)          | 1    | 2   | 4    | 7       |
| 7                  | Brunei (BRU)       | 1    | 0   | 3    | 4       |
| 8                  | Myanmar (MYA)      | 0    | 1   | 1    | 2       |
| 8                  | Philippines (PHI)  | 0    | 1   | 1    | 2       |
| Tổng số (9 đơn vị) | Tổng số (9 đơn vị) | 17   | 17  | 28   | 62      |

## Tóm tắt kết quả
Dưới đây là kết quả thi đấu môn Pencak silat:

### Biểu diễn
| Nội dung | Vàng                                | Bạc                                           | Đồng                                                    |
| -------- | ----------------------------------- | --------------------------------------------- | ------------------------------------------------------- |
| Đơn nam  | Khairul Bahrin Duraman · Brunei     | Sarawut Comepoon · Thái Lan                   | Youthisinh Phoutthalaksa · Lào                          |
| Đơn nữ   | Rabiatul Adawiyah Yusak · Singapore | Vũ Thị Thảo · Việt Nam                        | Ni Luh Putu Spyanawati · Indonesia                      |
| Đôi nam  | Indonesia · Hamdani · Yusuf Efendi  | Việt Nam · Nguyễn Thanh Tùng · Trần Đức Nghĩa | Malaysia · Mohamad Hafiz Ariff · Muhamad Helmi Abd Aziz |

### Tarung

#### Nam
| Hạng cân        | Vàng                                   | Bạc                                | Đồng                               |
| --------------- | -------------------------------------- | ---------------------------------- | ---------------------------------- |
| Hạng A 45–50 kg | Mohd Hafiz Mahari · Malaysia           | Okhe Botsavang · Lào               | Amirul Ahat · Brunei               |
| Hạng A 45–50 kg | Mohd Hafiz Mahari · Malaysia           | Okhe Botsavang · Lào               | Niphon Jantaro · Thái Lan          |
| Hạng B 50–55 kg | Nanthachai Khansakhon · Thái Lan       | Trần Văn Toàn · Việt Nam           | Thitsaphone · Lào                  |
| Hạng B 50–55 kg | Nanthachai Khansakhon · Thái Lan       | Trần Văn Toàn · Việt Nam           | Shuhairi Chin · Malaysia           |
| Hạng C 55–60 kg | Nguyễn Bá Trình · Việt Nam             | Pujo Janoko · Indonesia            | Mohd Islahidayat Ismail · Malaysia |
| Hạng C 55–60 kg | Nguyễn Bá Trình · Việt Nam             | Pujo Janoko · Indonesia            | Prasit Warlam · Thái Lan           |
| Hạng D 60–65 kg | Chaiwat Nimma · Thái Lan               | Muhammad Sodik · Indonesia         | Khuzaiman Ahmad · Brunei           |
| Hạng D 60–65 kg | Chaiwat Nimma · Thái Lan               | Muhammad Sodik · Indonesia         | Saifullah Julaimi · Singapore      |
| Hạng E 65–70 kg | I Komang Wahyu Purbayasari · Indonesia | Min Swe · Myanmar                  | Saifuddin Julaimi · Singapore      |
| Hạng E 65–70 kg | I Komang Wahyu Purbayasari · Indonesia | Min Swe · Myanmar                  | Sanchai Chomphupuang · Thái Lan    |
| Hạng F 70–75 kg | Mohd Fauzi Khalib · Malaysia           | Trương Văn Mạo · Việt Nam          | Marniel Dimla · Philippines        |
| Hạng F 70–75 kg | Mohd Fauzi Khalib · Malaysia           | Trương Văn Mạo · Việt Nam          | El Yasak Said · Singapore          |
| Hạng G 75–80 kg | Vũ Thế Hoàng · Việt Nam                | Muhammad Shakir Juanda · Singapore | Freddy Ashrol Choo · Brunei        |
| Hạng H 80–85 kg | Faizal Abdullah · Malaysia             | Chanon Untakool · Thái Lan         | Shafiq Saiful · Singapore          |
| Hạng H 80–85 kg | Faizal Abdullah · Malaysia             | Chanon Untakool · Thái Lan         | Nguyễn Thanh Quyền · Việt Nam      |
| Hạng I 85–90 kg | Pheumthavy Vongphackdy · Lào           | Nur Habir Isnani · Philippines     | not awarded                        |

#### Nữ
| Nội dung        | Vàng                              | Bạc                             | Đồng                            |
| --------------- | --------------------------------- | ------------------------------- | ------------------------------- |
| Hạng A 45–50 kg | Lê Thị Phi Nga · Việt Nam         | Boutsady Soudavong · Lào        | Noor Farahana Ismail · Malaysia |
| Hạng A 45–50 kg | Lê Thị Phi Nga · Việt Nam         | Boutsady Soudavong · Lào        | Nyein Nyein Aung · Myanmar      |
| Hạng B 50–55 kg | Huỳnh Thị Thu Hồng · Việt Nam     | Dinniyati Julaimi · Singapore   | Kesone · Lào                    |
| Hạng B 50–55 kg | Huỳnh Thị Thu Hồng · Việt Nam     | Dinniyati Julaimi · Singapore   | Malini Mohamad · Malaysia       |
| Hạng C 55–60 kg | Emy Latip · Malaysia              | Jutarat Noytapa · Thái Lan      | Anissa Pangestina · Indonesia   |
| Hạng C 55–60 kg | Emy Latip · Malaysia              | Jutarat Noytapa · Thái Lan      | Saiedah Said · Singapore        |
| Hạng D 60–65 kg | Nguyễn Thị Phương Thuý · Việt Nam | Ni Nyoman Suparniti · Indonesia | Bouaphay Vongkhamsone · Lào     |
| Hạng D 60–65 kg | Nguyễn Thị Phương Thuý · Việt Nam | Ni Nyoman Suparniti · Indonesia | Jongdee Hemkaeo · Thái Lan      |
| Hạng E 65–70 kg | Lê Thị Hồng Ngoan · Việt Nam      | Monruthai Bangsalad · Thái Lan  | Sofani Rakhmawati · Indonesia   |
| Hạng E 65–70 kg | Lê Thị Hồng Ngoan · Việt Nam      | Monruthai Bangsalad · Thái Lan  | Siti Rahmah Nasir · Malaysia    |